# Hugo VI de Ampurias

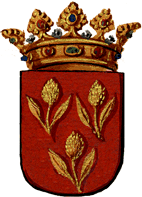
Armas de la Casa de Cardona

Hugo I de Cardona y VI de Ampurias (abril de 1307-25 de agosto de 1334), XXIII conde de Ampurias (1322-1325), XII vizconde de Cardona (1332-1334) y I barón de Guadalest.

## Antecedentes familiares
Hijo de Ramón Folch VI de Cardona, X vizconde de Cardona, y de su esposa María de Haro.

## Bodas y descendientes
Hugo de Cardona se casó con Beatriz de Anglesola y engendraron a Hugo II de Cardona, que fue el XIII vizconde de Cardona y I conde de Cardona y que será quien realizará la venta de las tres poblaciones de Aixa (Alcalalí, Jalón y Llíber) y Pego a Vidal de Vilanova a mediados del siglo XIV.

## Acceso a los títulos
Como nieto del conde de Ampurias, Hugo pretendía dicho condado, que a su vez también ambicionaba Ramón Berenguer, hermano del infante Pedro. Dispuesto a complacer a ambos, el infante Pedro, cedió el condado de Ampurias a su hermano a cambio del de Prades, y a Hugo le otorgó la jurisdicción del Castillo de Aixa y el Castillo de Pego. La concesión fue ratificada por el rey Jaime II en 1325.
Hugo heredó el vizcondado de Cardona después de la muerte de su padre (1320) y la de su hermano mayor Ramón Folch VII de Cardona, XI vizconde de Cardona, en 133 2.
Fue enterrado en el monasterio de Cardona.
| Predecesor: Marquesa I | Conde de Ampurias 1322-1325 | Sucesor: Pedro I |